# UFC 230
UFC 230: Cormier vs. Lewis（ユーエフシー・ツーサーティー：コーミエ・バーサス・ルイス）は、アメリカ合衆国の総合格闘技団体「UFC」の大会の一つ。2018年11月3日、ニューヨーク州ニューヨーク市マンハッタン区のマディソン・スクエア・ガーデンで開催された。

## 大会概要
本大会では王者ダニエル・コーミエと挑戦者デリック・ルイスによるUFC世界ヘビー級タイトルマッチが組まれた。

## 試合結果

### アーリープレリム
第1試合 ヘビー級 5分3R
○  マルコス・ホジェリオ・デ・リマ vs.  アダム・ウィチョレク ×
3R終了 判定3-0（30-27、30-27、30-27）
第2試合 フェザー級 5分3R
○  シェーン・ブルゴス vs.  カート・ホロボー ×
1R 2:11 腕ひしぎ十字固め
第3試合 ライト級 5分3R
△  マット・フレボラ vs.  ランド・バンナータ △
3R終了 判定1-0（29-28、28-28、28-28）

### プレリミナリーカード
第4試合 ウェルター級 5分3R
○  ライマン・グッド vs.  ベン・ソーンダース ×
1R 1:32 KO（右クリンチアッパー→パウンド）
第5試合 フェザー級 5分3R
○  シェイモン・モラエス vs.  フリオ・アルセ ×
3R終了 判定2-1（28-29、29-28、30-26）
第6試合 57.7kg契約 5分3R
○  シジャラ・ユーバンクス vs.  ロクサン・モダフェリ ×
3R終了 判定3-0（30-27、30-27、30-27）
※ユーバンクスの体重超過によりフライ級から変更。
第7試合 フェザー級 5分3R
○  ジョーダン・リナルディ vs.  ジェイソン・ナイト ×
3R終了 判定3-0（30-27、30-25、30-26）

### メインカード
第8試合 ミドル級 5分3R
○  イスラエル・アデサンヤ vs.  デレク・ブランソン ×
1R 4:51 TKO（右ストレート→左フック）
第9試合 ミドル級 5分3R
○  カール・ロバーソン vs.  ジャック・マーシュマン ×
3R終了 判定3-0（30-26、30-26、30-27）
第10試合 ミドル級 5分3R
○  ジャレッド・キャノニア vs.  デヴィッド・ブランチ ×
2R 0:39 TKO（右ストレート→パウンド）
第11試合 ミドル級 5分3R
○  ホナウド・ジャカレイ vs.  クリス・ワイドマン ×
3R 2:46 KO（右フック→パウンド）
第12試合 UFC世界ヘビー級タイトルマッチ 5分5R
○  ダニエル・コーミエ vs.  デリック・ルイス ×
2R 2:14 リアネイキドチョーク
※コーミエが初防衛に成功。

### 各賞
ファイト・オブ・ザ・ナイト： ホナウド・ジャカレイ vs. クリス・ワイドマン
パフォーマンス・オブ・ザ・ナイト： ジャレッド・キャノニア、イスラエル・アデサンヤ
各選手にはボーナスとして5万ドルが授与された。

### カード変更
負傷などによるカードの変更は以下の通り。